# Битка код Кадиза (1702)
Битка код Кадиза била је опсада шпанског града Кадиза из 1702. године. Њу су спровеле англо-низоземска флота и војска током Рата за шпанско наслеђе. Англо-низоземске снаге су дошле до Кадиза 23. августа 1702. и опседале су га око месец дана. Град је успешно бранио маркиз од Виљадариаса са мање од 500 људи.

## Битка
Јула 1702. велика англо-низоземска флота под командом Џорџа Рука и Џејмса, војводе од Ормонда је послата да заузме Кадиз у успостави поморску базу на Медитерану.
Мали сукоби између команданата и тешкоће приликом искрцавања трупа омогућиле су грофу од Фернан Нуњеза да доведе појачање у утврђење. Виљадараисова лака коњица, познати шпански жинети, успоравала је напредовање енглеских трупа. Становништво је жестоко бранило град а ова одбрана је попримила обележја крсташког рата против протестантског агресора.
Англо-низоземска флота која је имала 25 линијских бродова није успела да сломи одбрану Кадиза. Након месец дана борбе англо-низоземске снаге су се повукле ка Лисабону.

## Последице
Енглеске и холандсе снаге биле су принуђене да се повуку али су у повратку добиле обавештење да се у близини креће шпанска Флота Индија коју је пратила француска флота. Англо-низоземске флота је готово уништила здружену шпанско-француску флоту и заробила је сребро у вредности од 14 000 фунти стерлинга.